# Herbert Lindström
Carl Herbert Lindström (Svédország, Stockholm megye, Norrtälje község, Norrtälje, 1886. március 16. – Svédország, Stockholm megye, Norrtälje község, Norrtälje, 1951. október 26.) olimpiai bajnok svéd kötélhúzó.
Az 1912. évi nyári olimpiai játékokon indult kötélhúzásban svéd színekben. A Stockholmi Rendőrség csapatában volt tag. Rajtuk kivül csak a brit csapat, a Londoni Rendőrség indult, így csak egy mérkőzés volt, amit ők nyertek.